# Cinchoneae
Cinchoneae es una tribu de plantas perteneciente a la familia Rubiaceae.

## Géneros
Según wikispecies
- Cephalodendron - Cinchona - Cinchonopsis - Joosia - Ladenbergia - Maguireocharis - Pimentelia - Remijia - Stilpnophyllum[1]

según NCBI
- Ciliosemina - Cinchona - Cinchonopsis - Joosia - Ladenbergia - Remijia - Stilpnophyllum[2]